# کلیسای جامع سنت پاتریک، دوبلین
کلیسای جامع سنت پاتریک (ایرلندی: Ard-Eaglais Naomh Pádraig) کلیسا ملی کشور جمهوری ایرلند است که در شهر دوبلین قرار دارد.
این کلیسا که در سال ۱۱۹۱ تأسیس شده دارای یک برج به ارتفاع ۴۳ متر است

## نگارخانه

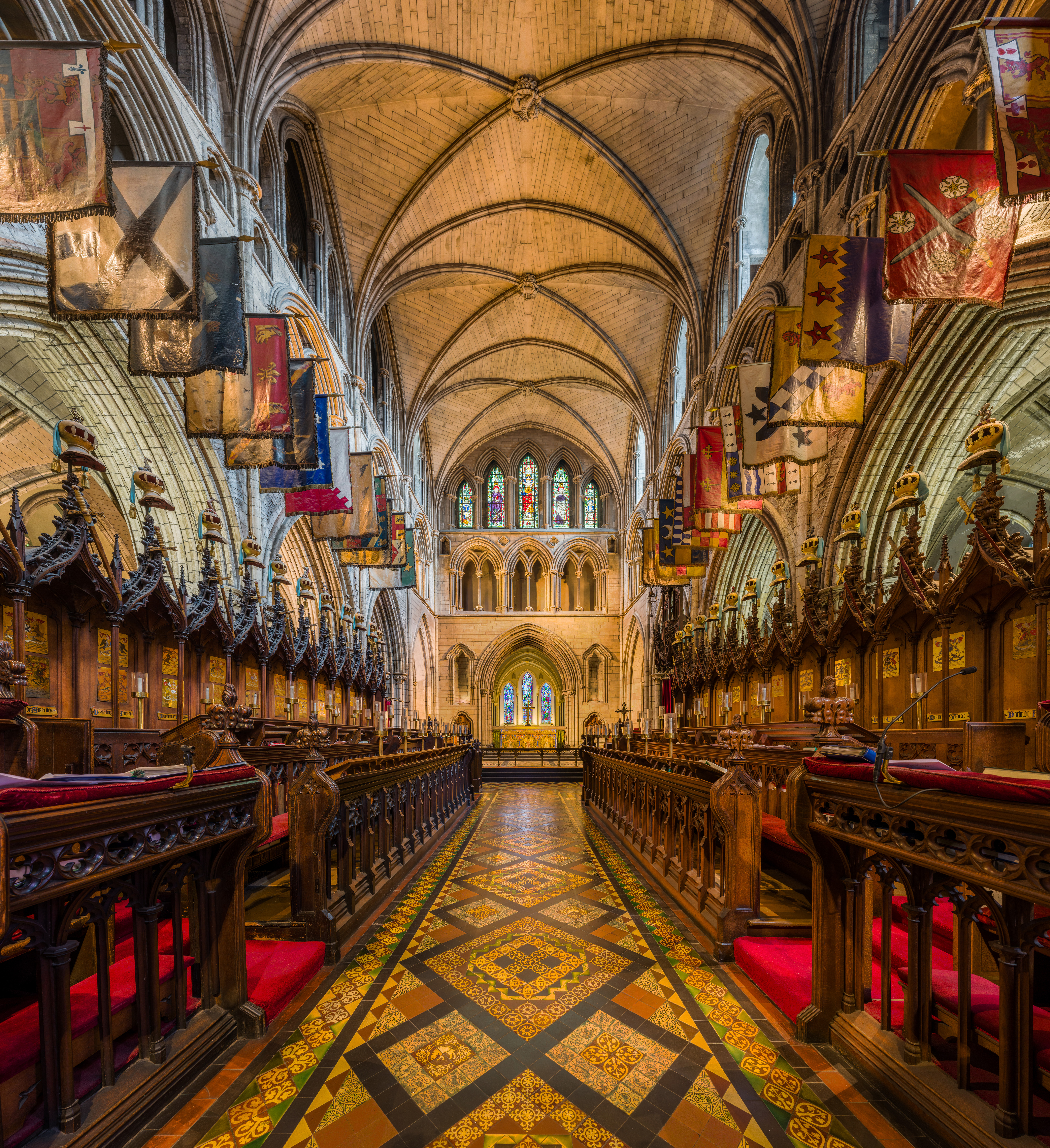
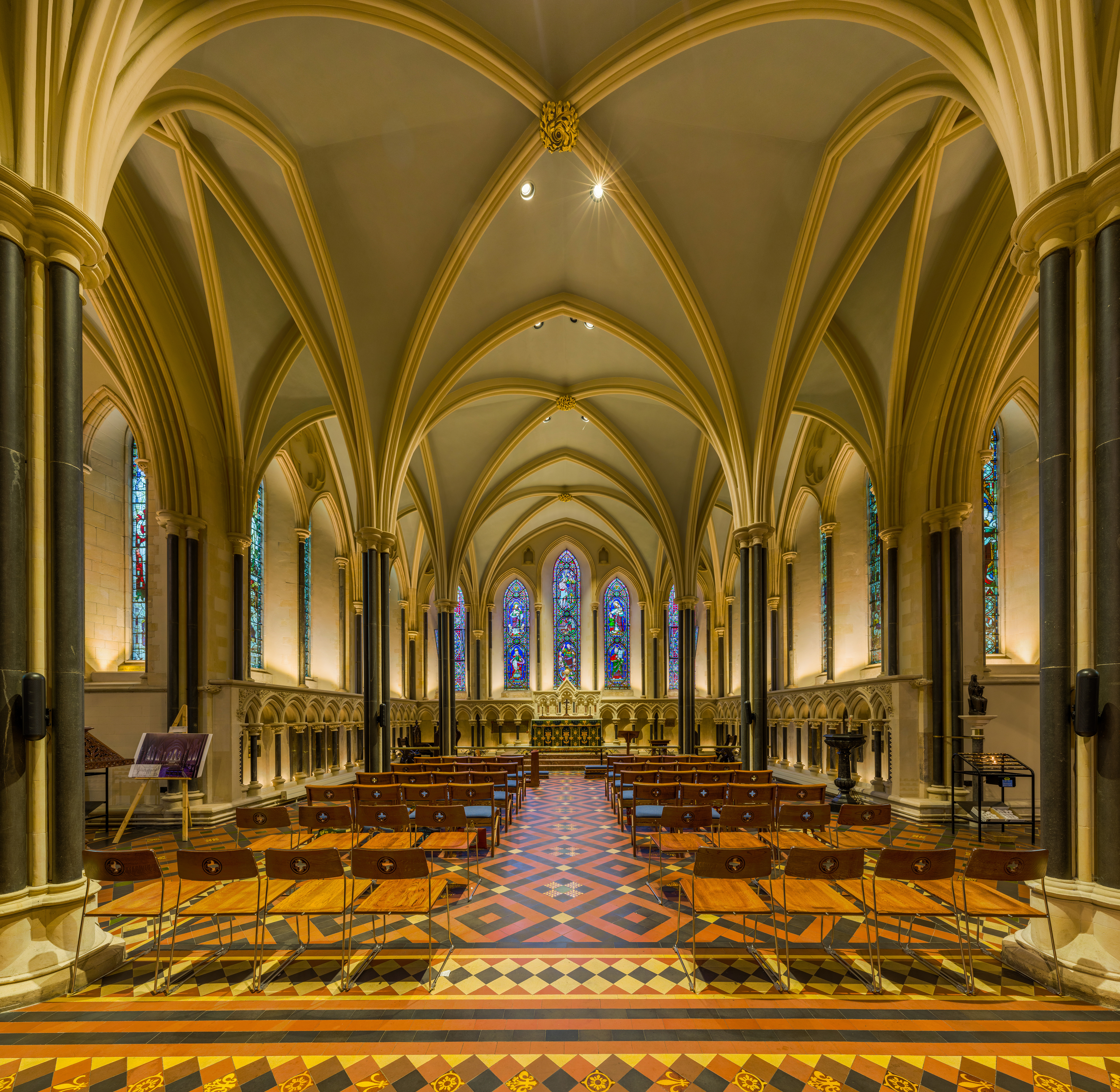
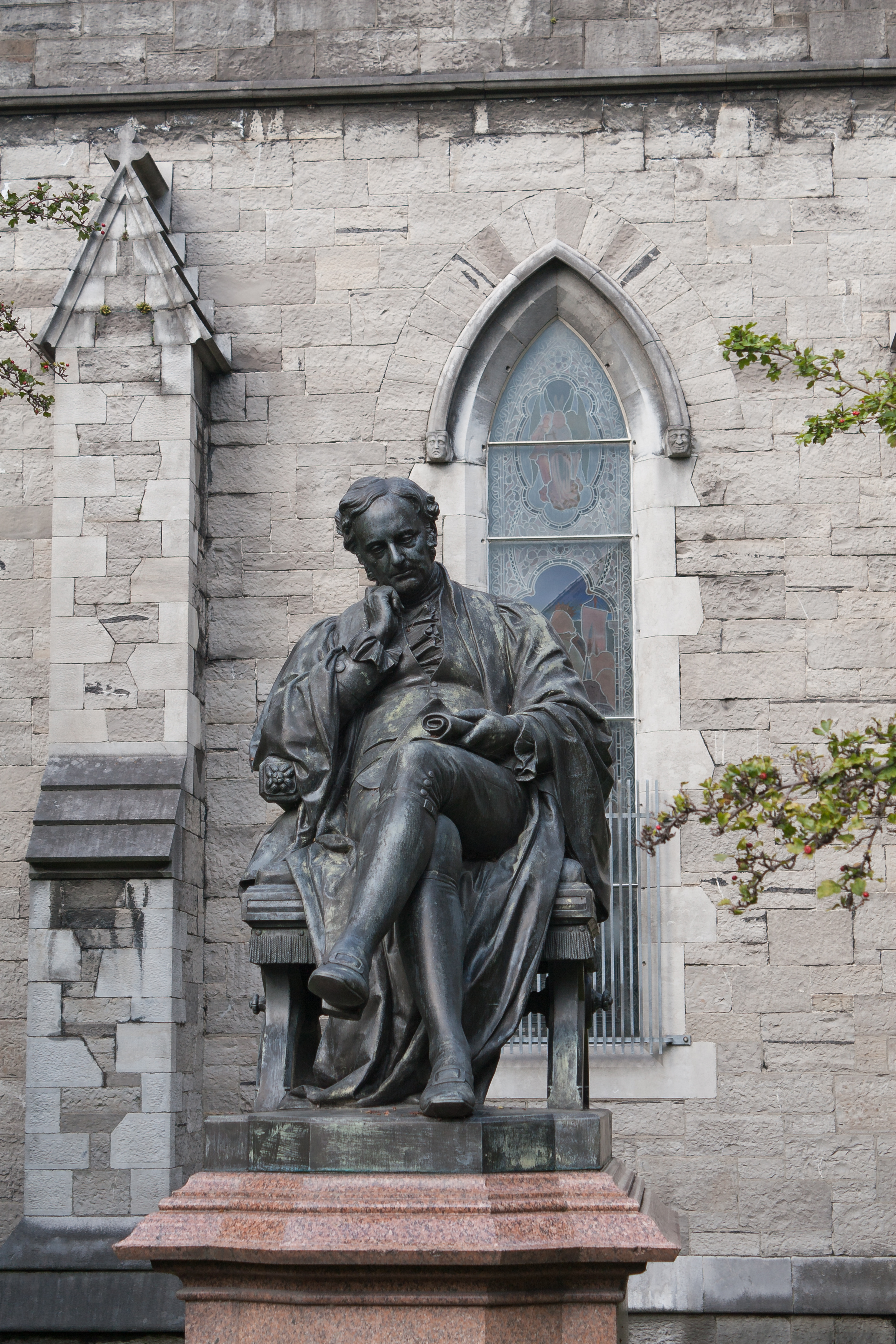
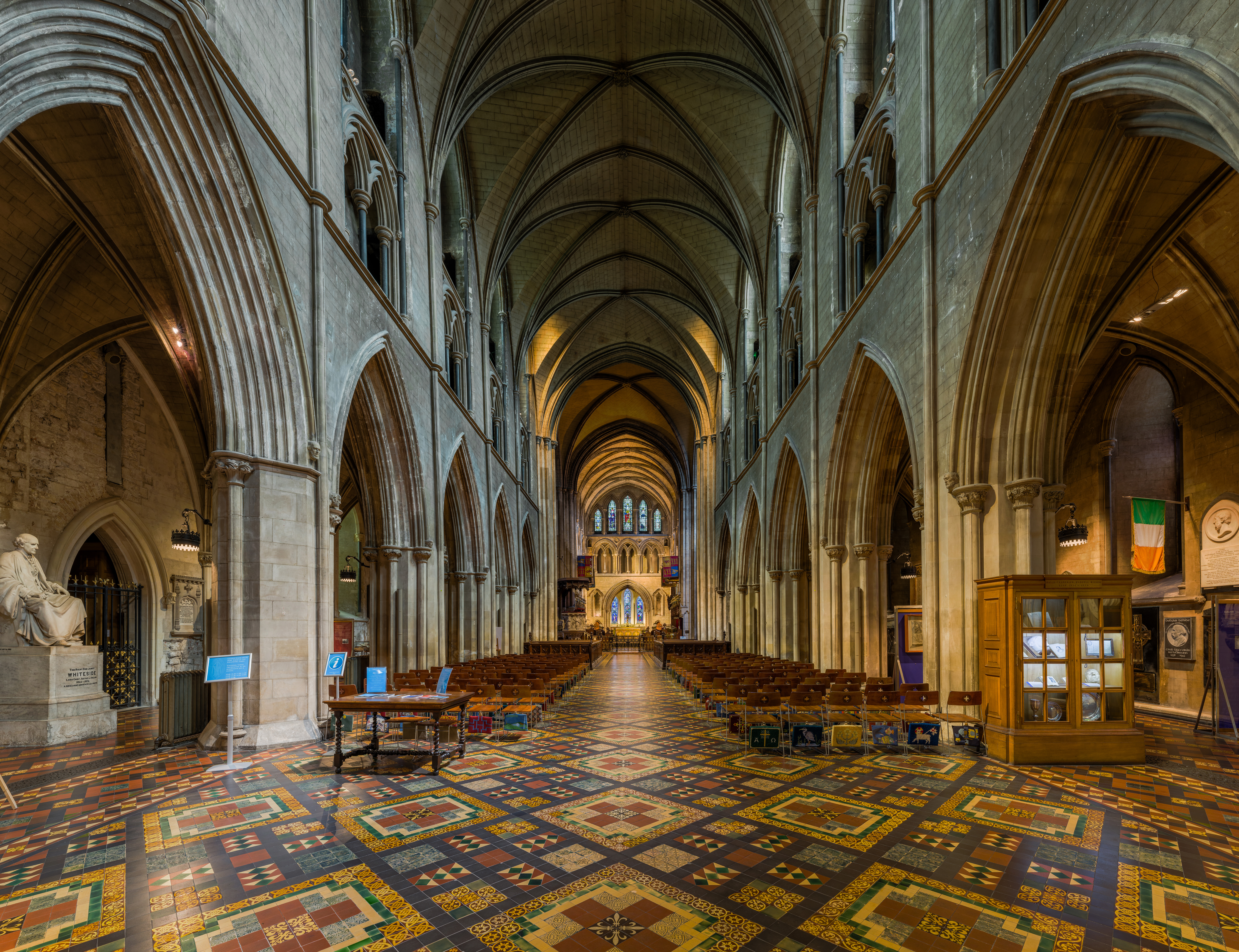
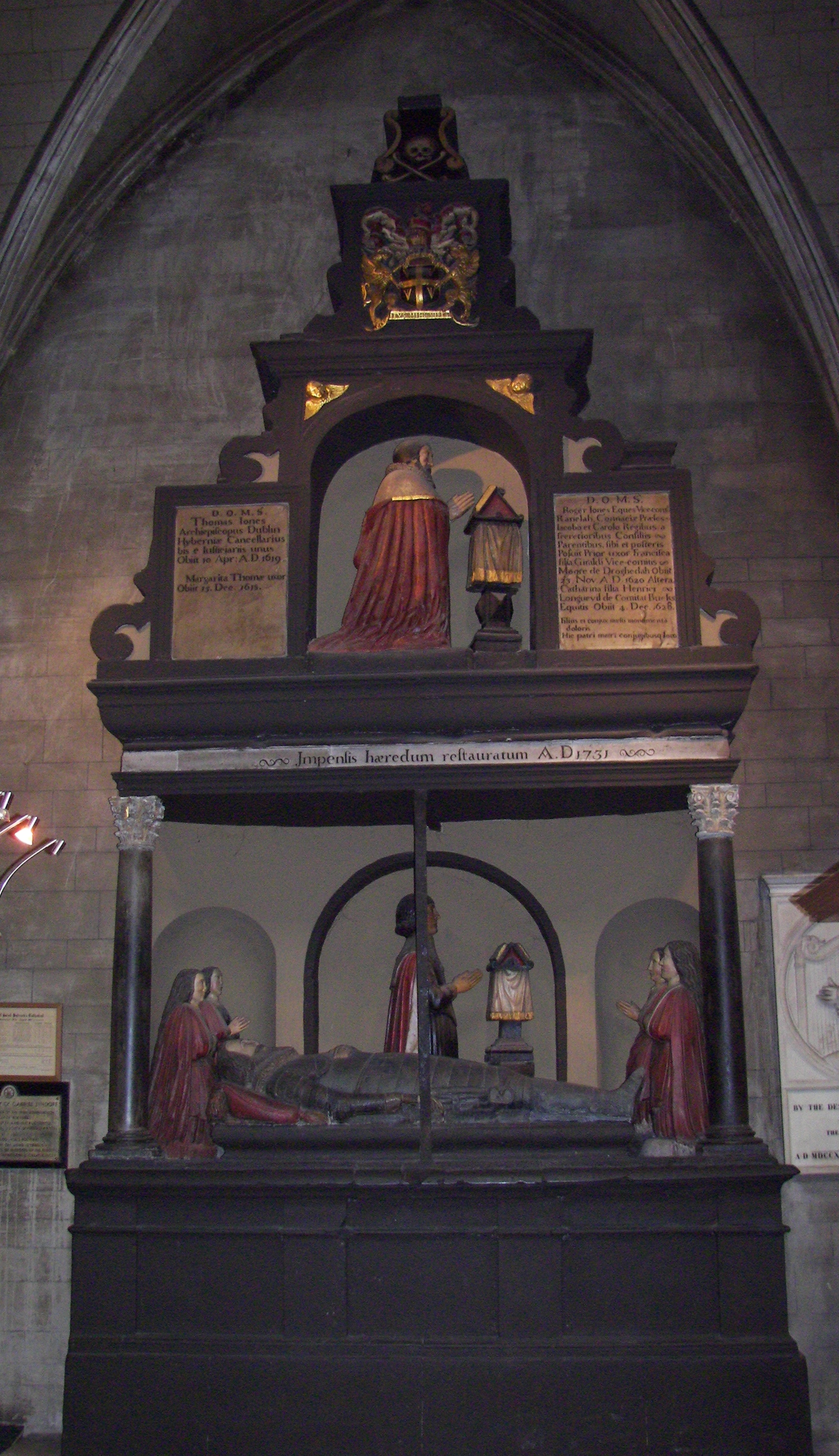